# Space Hack
Space Hack – gra komputerowa z gatunku hack and slash wydana w 2004 roku przez Rebelmind Games. Na innych rynkach gra wydawana była pod innymi tytułami, np. Novasphere 13 w Niemczech czy Maximus XV Abraham Strong: Space Mercenary w Wielkiej Brytanii.

## Opis fabuły
Historia dzieje się w niedalekiej przyszłości. Planeta Ziemia została przeludniona, w związku z czym podjęto drastyczne kroki. Zdecydowano o karnym zaludnianiu obcych planet (będących swego rodzaju ludzkimi koloniami) przez ludzi skazanych sądownie za wszelkiej maści przestępstwa. Są oni wysyłani w przestrzeń kosmiczną wewnątrz krążowników kolonizacyjnych, które skonstruowano tak, by ich wnętrza przypominały ziemską biosferę.
Postać wciela się w tytułowego bohatera skazanego za niesubordynację, który znajduje się na jednym z krążowników. Niestety statek ten zostaje wessany przez czarną dziurę, efektem czego ląduje on w innej części kosmosu, w której to zostaje zaatakowany przez Obcych. Opanowują oni statek, przejmując kontrolę nad większością sztucznych biosfer.
Zadaniem gracza jest dostanie się do kapsuły ratunkowej, dzięki której będzie można ocalić ze statku ocalałych ludzi.